# Rimini/Coda di lupo
Rimini/Coda di lupo è il 27º singolo discografico di Fabrizio De André pubblicato nel 1979, estratto dall'album Rimini.

## Tracce
Testi e musiche di Fabrizio De André.
1. Rimini – 4:07
2. Coda di lupo – 5:25